# Netlabel
 (août 2024).
Si vous disposez d'ouvrages ou d'articles de référence ou si vous connaissez des sites web de qualité traitant du thème abordé ici, merci de compléter l'article en donnant les références utiles à sa vérifiabilité et en les liant à la section « Notes et références ».

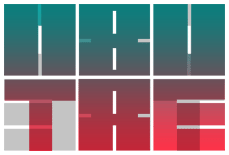
Logo de netlabel

Un netlabel (ou elabel) est un label musical qui distribue principalement sa musique sur Internet.

## Caractéristiques
Bien que similaires aux labels musicaux traditionnels sur de nombreux points, beaucoup de netlabels s'en démarquent en mettant l'accent sur une diffusion des titres en téléchargement ; la production de disques physiques (CD ou vinyles) est rare. Les œuvres sont disponibles sous forme numérique, par l'intermédiaire de fichiers dans des formats audio comme MP3, Ogg Vorbis ou FLAC.
Les netlabels distribuent souvent gratuitement leur musique (généralement sous une licence artistique libre comme Creative Commons) et les auteurs en conservent typiquement les droits,. Le but des netlabels est plus généralement d'augmenter la visibilité et la notoriété des artistes qu'ils distribuent. Il s'agit typiquement de petites structures, parfois même la création d'un unique individu désirant garder le contrôle sur la diffusion de sa musique. La plupart emploient des techniques de guerilla marketing pour leur publicité ; peu font des profits.